# اعیان ثابته
اعیان ثابته اصطلاحی است که به اغلبِ احتمال، آفریده قلم ابن عربی است؛ و به عبارت دیگر او واضعِ این تعبیر است. هر چند که به‌لحاظ معنا سوابقی در تفکرات پیش از او و به‌ویژه در اندیشه معتزله، موجود است. تعابیری کلامی و معتزلی، مانند: شیء ثابت، معدوم ثابت، ثابت ازلی و معدوم ازلی می‌تواند پیشینه اندیشه "اعیان ثابته" به‌حساب آید. به اختصار، بنا بر مشرب ابن‌عربی، علت طرح اعیان ثابته بدین قرار است که: خداوندْ عالِم است و علم او تابع معلومات است؛ امّا از آنجا که علم الهی، ازلی است؛ معلومات وی نیز می‌بایست ازلی باشد؛ ابن‌عربی، این معلومات ازلی را "اعیان ثابته" می‌نامد. اعیانْ جمع "عین" است و عین به معنای "ذات" می‌باشد. ذاتْ حکایت از وجود دارد؛ امّا این اعیان، نمی‌توانند "وجود خارجی" داشته باشند (چه که همزمانْ موجود و ازلی (قدیم) خواهند بود و از این مسئله، تعدّد قدما، لازم می‌آید) لذا "اعیان" نه موجودند (زیرا تعدد قدما، باطل است) و نه معدوم مطلق (چه که وجودِ علمی دارند؛ یعنی در علم خدا موجودند؛ همان‌طور که یک بنا، پیش از آنکه برپا گردد و وجود خارجی یابد؛ در علم و ذهن مهندس آن، موجود است). ابن‌عربی چنین حالتی که نه موجود و نه معدوم است را "ثبوت" می‌نامد و بدین لحاظ، معلومات ازلیِ حقّ (اعیان) را "ثابت می‌داند.
اعیان ثابته از ارکان عرفان ابن عربی است و خداشناسی، جهان‌شناسی و انسان‌شناسی او بر این نظر استوار است.

از منظر ابن عربی، هر چیزی که در عالَمِ مُلک پدیدار می‌شود پیش از اینکه در عالَمِ مُلک پدیدارشود، حقیقت و صورتی ثُبوتی در علمِ حضرت حق و در خیالِ ساحتِ وجود و در خیالِ جهان دارد که به آن "عین‌ِ ثابته" گفته می‌شود. به طور خلاصه، می‌توان چنین تعبیر کرد که عین ثابتۀ هر‌کس و هرچیز در واقع، صورت و حقیقتِ ملکوتیِ هرکس و هرچیز است.

درمورد وجه تسمیۀ اعیان ثابته (سبب نامگذاری آن) و همچنین نکته‌ها و  ظرایف آن و پاسخ به اشکالاتی در آن باره، به کتاب وحدت وجود و نتایج آن از نگاه محی الدین ابن عربی، به قلم علی شالچیان ناظر، مراجعه شود.

## وحدت وجود و اعیان ثابته
بنا به نظریهٔ وحدت وجود خود، ابن عربی عقیده دارد، که برای عالم آفریده‌ها و مخلوقات گوناگون هستی نباید وجودی جدای از خالق و آفرینندهٔ جهان قائل شد، بلکه، تمامی عالم چیزی نیست الا مظاهر وجود خدا. تمامی هستی تنها و تنها یک حقیقت یگانه است، آن را از یک وجه خاص که بنگریم، خلق است، و از وجهی دیگر حق.
در چنین عرفانی وجود واحد الهی دارای دو تجلی و فیض است:
- فیض اقدس، که تجلی ذات الهی است، در صورت‌های مربوط به تمامی ممکنات. همین صور معقول، ولی، خلق‌نشده و بدون هستی است، که ابن عربی آن‌ها را اعیان ثابته در نیستی[۵] می‌شمارد.

| ما عدم‌هاییم و هستی‌ها نما    |  | تو وجود مطلقی، فانی نما     |
| ما همه شیران، ولی، شیر علم  |  | حمله‌شان از باد باشد، دم‌به‌دم |
| باد ما و بود ما، از داد تُست |  | هستی ما، جمله، از ایجاد تُست |
| لذّت هستی نمودی نیست را      |  | عاشق خود کرده بودی، نیست را |
|                             |  | مولوی                       |

- فیض مقدس